# Héctor Carretero
Héctor Carretero Milha (Madrigueras, 28 de maio de 1995) é um ciclista profissional espanhol que compete com a equipa espanhol Movistar. Deu o salto à máxima categoria em 2017 após competir três temporadas na equipa amador Lizarte. Conseguiu várias vitórias importantes no campo amador como a Clássica Cidade de Torredonjimeno em 2016 ou uma etapa da Volta a Palencia.

## Palmarés
Ainda não tem conseguido nenhuma vitória como profissional

## Resultados nas Grandes Voltas
Durante a sua carreira desportiva tem conseguido os seguintes postos nas Grandes Voltas:
| Carreira        | 2017 | 2018 | 2019 |
| --------------- | ---- | ---- | ---- |
| Giro d'Italia   | -    | -    |      |
| Tour de France  | -    | -    | -    |
| Volta a Espanha | -    | -    | -    |

-: não participa 

Ab.: abandono

## Equipas
- Movistar Team (2017-)